# Cottonwood, Idaho
Cottonwood är en ort i Idaho County i Idaho. Vid 2010 års folkräkning hade Cottonwood 900 invånare.